# ساحل جاساكي لصيد الاسماك
ساحل جاساكي لصيد الاسماك  (باليابانية:釣ヶ崎海岸 ) (الاسم باللغة الإنجليزية: Tsurigasaki Surfing Beach)، هو ساحل يقع في الطرف الجنوبي من شاطئ كوجوكوري في مدينة إيتشينوميا، مقاطعة تشوسي، محافظة تشيبا. يُعرف بمكان ركوب الأمواج المزدهر ، وسوف يستضيف منافسات ركوب الأمواج في أولمبياد طوكيو 2020 .

## نظرة عامة

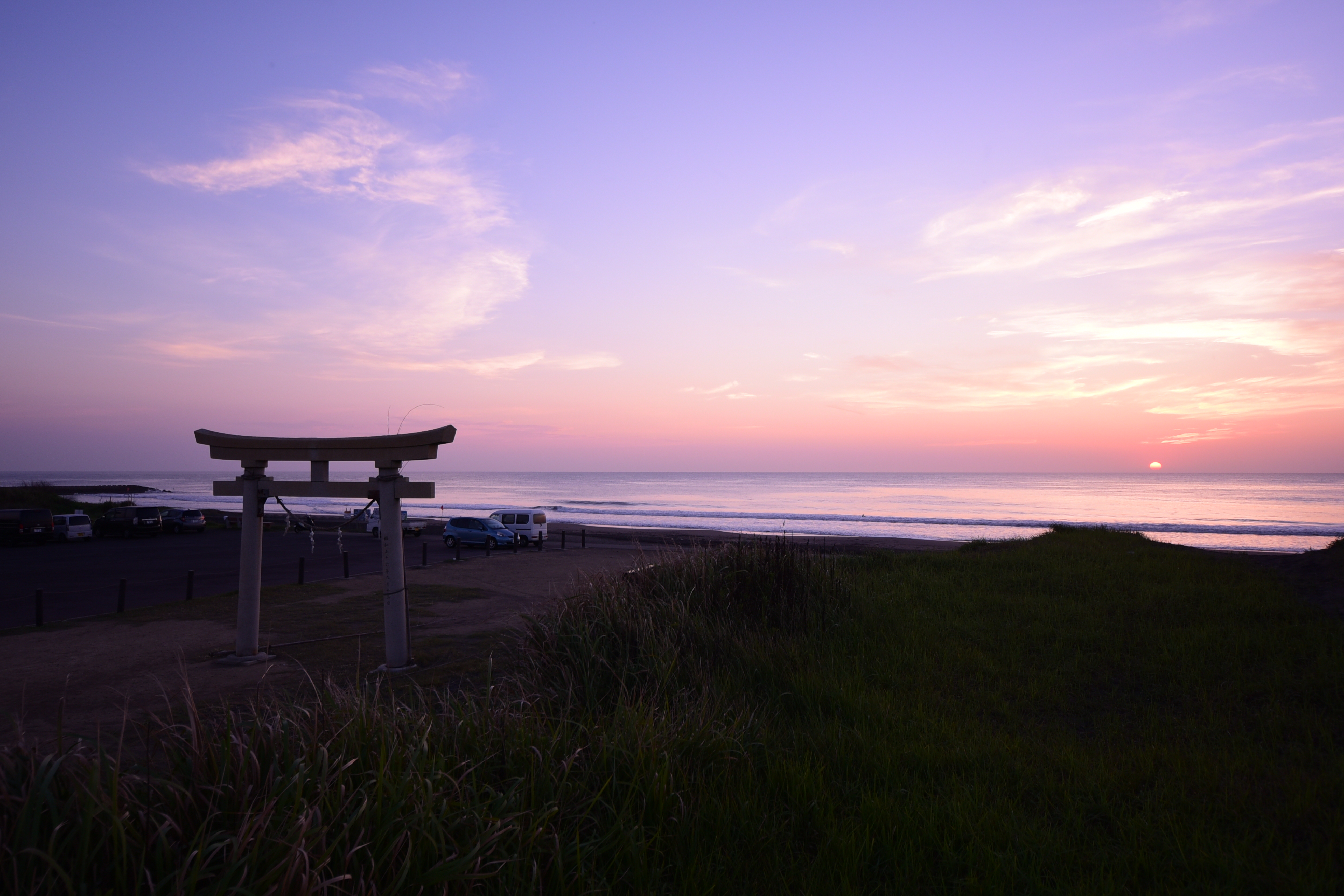
منظر مسائي لساحل Tsurigasaki

تقع المنطقة في أقصى الطرف الجنوبي لشاطئ كوجوكوري ، وقد تم تعيين المنطقة بأكملها كمتنزه تشيبا بريفيكتشرال كوجوكوري الطبيعي. وهي تحظى بشعبية لدى العديد من راكبي الأمواج بسبب جودة الأمواج التي تندفع على مدار العام. يزور الشاطئ حوالي 600000 شخص كل عام.
يقع Torii على الشواطئ الرملية للساحل ، ويقام مهرجان Kazusa Jisha ، وهو مهرجان سنوي لضريح Tamamae . على مساحة Tsurigasaki Kaigan المفتوحة ، هناك مواقف سيارات معبدة ومرافق دش ومراحيض بيئية.
كما تم إجراء العديد من مسابقات ركوب الأمواج ، وفي مايو 2016 و مايو 2017 ، تم إطلاق QS6000 ICHINOMIYA CHIBA OPEN ، وهو أعلى مستوى بين المسابقات الدولية التي عقدت في اليابان. كانت بالإضافة إلى ذلك ، قررت اللجنة الأولمبية الدولية أن تقام منافسات ركوب الأمواج لدورة الألعاب الأولمبية في طوكيو لعام 2020 في المنطقة.

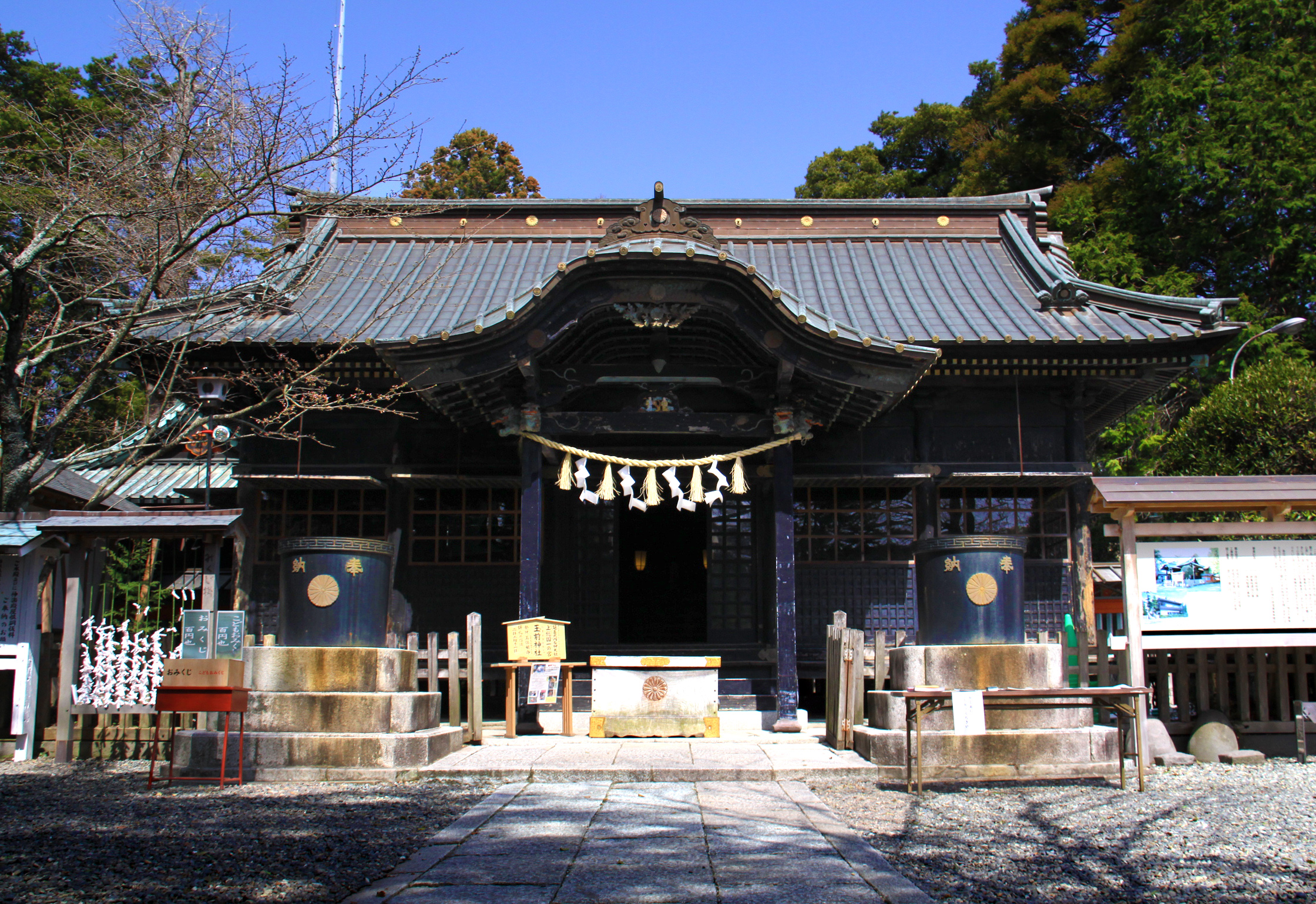
ضريح تمامة

## الوصول له
- مسار الوصول إلى أولمبياد طوكيو 2020
  - انزل في محطة Kazusa Ichinomiya (خط JR Sotobo ) واستقل الحافلة المكوكية.[8]
- أقرب محطة سكة حديد
  - حوالي 20 دقيقة سيرا على الأقدام من محطة Higashi-Nami (خط JR Sotobo).
- السيارات
  - تقاطع طريق كوجوكوري تول شينشي (تقاطع شيراكو).
  - خط شاطئ كوجوكوري ( خط محافظة تشيبا 30 خط Iioka Ichinomiya).
  - تتوفر مواقف للسيارات.

## ذات صلة
- شاطئ كوجوكوري
- ضريح تمامة
- أولمبياد طوكيو 2020
- 2020 ملاعب طوكيو للألعاب الأولمبية وأولمبياد المعاقين

## روابط خارجية
- معلومات عن ساحل Tsurigasaki | مجلس مدينة Ichinomiya
- المكان: Tsurigasaki Beach Surfing Beach | اللجنة المنظمة للألعاب الأولمبية وأولمبياد المعاقين في طوكيو